# Stele von Hisarcık

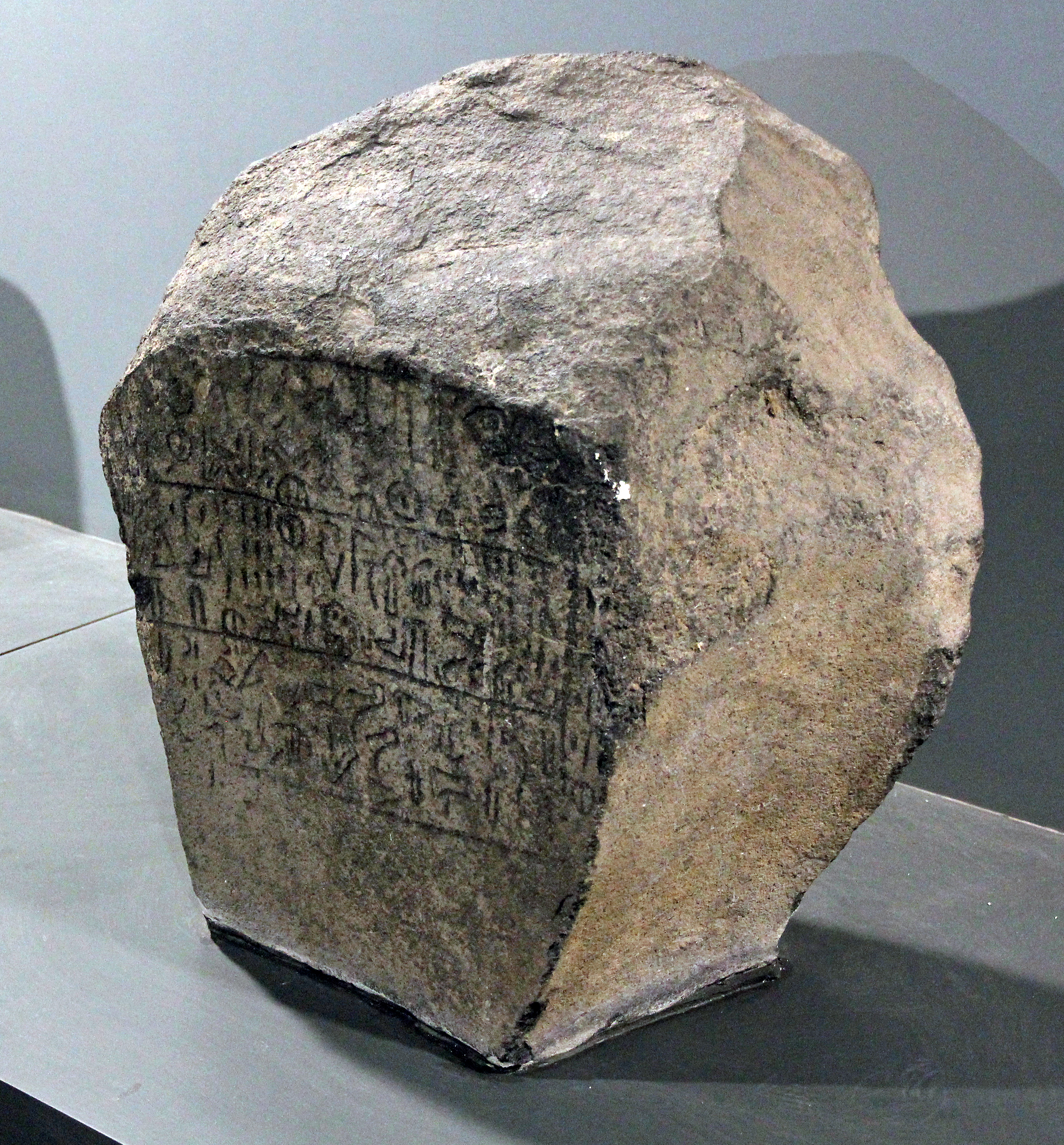
Stele von Hisarcık

Die Stele von Hisarcık ist eine späthethitische Stele aus der Zentraltürkei mit drei Zeilen einer Inschrift in luwischen Hieroglyphen. Sie wird dem Königreich Tabal zugerechnet, das in der ersten Hälfte des 1. Jahrtausends v. Chr. dort bestand, und ins späte 8. Jahrhundert v. Chr. datiert. Sie ist im Archäologischen Museum Kayseri ausgestellt. Zur Unterscheidung von der Felsinschrift von Hisarcık wird sie auch als Hisarcık 1 bezeichnet.

## Fund
Die Stele wurde am Nordhang des Vulkans Erciyes Dağı beim Ort Hisarcık im Bezirk Melikgazi der türkischen Provinz Kayseri gefunden. Der deutsche Amateur-Archäologe Waldemar Belck berichtete 1901, dass der Mutessarif (ein lokaler Gouverneur, vielleicht von Kayseri) ein Stück einer hethitischen Inschrift, welches man vor Kurzem in Hissardjik, etwa eine halbe Stunde südlich von Caesarea, am Nordabhange des Argäus [Erciyes] gelegen, gefunden, nach Constantinopel geschickt habe. Veröffentlichungen erschienen unter anderem von Leopold Messerschmidt 1906, von Benson Brush Charles in seinem Bericht über die Cornell Expedition to Asia Minor and the Assyro-Babylonian Orient von 1911 und von Ignace Gelb 1939,. Der britische Hethitologe John David Hawkins nahm die Inschrift 2000 in sein Corpus of Hieroglyphic Luwian Inscriptions auf. Nach 2010 wurde die Stele vom Museum in Istanbul nach Kayseri ins dortige Museum verbracht.

## Beschreibung
Der Basaltblock ist nur auf der beschrifteten Seite geglättet. Er hat Maße von etwa 0,60 × 0,60 Metern, die Inschrift ist 0,36 Meter hoch und 0,53 Meter breit. Die dreizeilige Inschrift ist eingraviert und größtenteils gut lesbar. Der Text beginnt linksläufig rechts oben und verläuft boustrophedon weiter bis zum linken Ende der dritten Zeile. Der Autor heißt vielleicht Warpiris (unsichere Lesung) und bezeichnet sich als von der Sonne gesegnet. Er berichtet über Opfer von Gazellen an den Berg Harhara, die hethitische Bezeichnung des Erciyes Dağı. Im letzten Satz erwähnt er einen Herrscher namens Kurtis, ein gleichnamiger König wird auch auf der Stele von Bahçeköy und im erwähnten Felsrelief von Hisarcık genannt. Wenn die beiden identisch sind, weist das auf eine Datierung der Stele ins späte 8. Jahrhundert v. Chr., wofür auch epigraphische Gründe sprechen.